# Petar Vid Gvozdanović
Petar Vid Gvozdanović (u izvorima i kao Guosdanovich, Gvozdanovich, Quosdanovic) (Žumberak, 12. lipnja 1738. – Čeići kod Grabra, Žumberak ili Beč, 13. kolovoza 1802.) je bio hrvatski barun i feldmarschalleutnant (podmaršal) u vojsci Habsburške Monarhije.

## Životopis

### Obitelj i početak vojne karijere
Barun podmaršal Petar Vid Gvozdanović je rođen 12. lipnja 1738. u Pavlancima na Žumberku u obitelji poručnika Petra Gvozdanovića i Magdalene rođ. Milaković. Djetinjstvo je proveo u rodnom zaseoku Pavlanci s trojicom braće: Pavlom, Mihajlom i Danijelom. Otac mu je poginuo 1757. u bitci kod Kolina u  Sedmogodišnjem ratu. Vojnu je službu počeo 1752. godine s 14 godina kao dobrovoljac u reduciranoj "Varaždinskoj krajiškoj husarskoj pukovniji". Barun Gvozdanović je sudjelovao u prodoru do Berlina i bitkama kod Hochkircha, Bamberga, Maxena, Torgaua i Nossena. Zbog zasluga u ratu napredovao je sve do čina hauptmann-a (satnika). 1770. služio je kao major (bojnik) u "Karlovačkoj krajiškoj husarskoj pukovniji", a 1773. promaknut je u čin oberstleutnant-a (potpukovnik) i postao zapovjednik karlovačkih husara. Još 1770. carica Marija Terezija potvrdila mu je posjede u Žumberku, a 1773. i plemički naslov.

### Rat za bavarsko naslijeđe i Austrijsko-turski rat
S "Karlovačkom husarskom pukovnijom" barun Gvozdanović se borio u Ratu za bavarsko naslijeđe (1778. – 1779.). Na položajima kod Šestajovica u nekoliko je navrata odbio neprijateljske pokušaje prijelaza preko rijeke Mette, nanijevši mu velike gubitke. Tijekom 15. srpnja i 16. srpnja 1778. barun Gvozdanović je izveo protunapad kod Frankensteina i napao neprijateljski tabor. U tom protunapadu neprijatelj je pretrpio goleme gubitke, te je barun Gvozdanić prognao mnogo jače neprijateljske odjele iza njihovih baterija. Kod Hradec Králové uspjelo mu je u šahu držati čitav pruski korpus generala Johanna Jakoba von Wunscha tako da on nije mogao ništa poduzeti, a potom je sa svojim husarima odbacio "Grenadirsku bojnu Pitterisch" preko Haufena i zarobio pet neprijateljskih topova. Na položajima kod Weisskirchena 26. studenoga 1778. bBarun Gvozdanović je zaustavio pruski napad pred očima pruskoga kralja Fridrika II. Velikog, te je isti nakon višesatne borbe odbacio natrag. Ne manje slavno držao se i kod Taubnitza. Neprijatelj je nastupao prema podmaršalu Gvozdanoviću s nadmoćnijom vojskom, ali on nije čekao neprijateljski napad već je jurnuo na njega. Najprije je odbacio neprijateljsko konjaništvo i natjerao ih u bijeg, a potom je prisilio i pješaštvo da se povuče pod zaštitu vlastitog topništva. Taj i brojni drugi pothvati u kojima je iskazao osobitu srčanost, uviđavnost i lukavost donijeli su mu 1779. promaknuće u čin oberst-a (pukovnik) i imenovanje za zapovjednika "Slavonske krajiške husarske pukovnije", te Viteški križ Reda Marije Terezije. Odlikovanje mu je dodijeljeno na 13. promociji 19. svibnja 1779. Iste godine dobio je ugarski barunat, a 1780. i zapovjedništvo nad "Gradiškom krajiškom pješačkom pukovnijom" s kojom je sudjelovao u Austrijsko-turskom ratu (1787. – 1792.). Tijekom opsade Bosanske Gradiške barun Gvozdanović je predvodio prvu kolonu, sastavljenu od "8. satnije pješaštva" i 150 dobrovoljaca, u jurišu na neprijateljski tabor, gdje je zašao neprijatelju iza leđa. Turci su pružali snažan otpor i tek nakon trećeg ponovljenog juriša su napustili tabor. Barun Gvozdanović je 6. listopada 1788. promaknut u čin generalmajor-a (general bojnika) i primio je zapovjedništvo utvrde u Staroj Gradišci.

### Francuski revolucionarni ratovi
U prvom koalicijskom ratu protiv Francuske zapovijedao je na početku brigadom, a kako je 20. prosinca 1793. unaprijeđen u čin podmaršala, dobio je ubrzo zapovjedništvo divizije. Iako se mnogo puta istaknuo tijekom ratovanja od 1792. do 1795., proslavio se u okršaju kod Handschuhsheima, sjeverno od Heidelberga, 24. rujna 1795. Barun Gvozdanović je u tom sukobu zapovijedao trima brigadama (sastavljenima od 10 bojni i 18 eskadrona, oko 8.000 vojnika) s kojima je držao desnu obalu rijeka Rajne i Neckar. Brigada generala Adama Bajalića bila je raspoređena kod Neuenheima i Handschuhsheima, te Heidelberga. Druga brigada generala Michaela von Fröhlicha nalazila se kod Kirchheima, a brigada generala Andreasa Karaczaya de Vályeszáka kod Wieslocha. Njih su napale dvije mnogo nadmoćnije francuske divizije ("7. divizija Dufour" i "8. divizija Ambert") "Rajnske armije Pichegrus" s oko 12.000 vojnika pod zapovjedništvom divizijskog generala Guillaume-Henri Dufour. Barun Gvozdanović je branio svoje položaje s velikom postojanošću, a vlastitom je hrabrošću i odvažnošću oduševljavao vojnike, tako da je neprijatelj bio potučen s velikim gubicima. Na bojnom polju je ostavio više od tisuću mrtvih i ranjenih, a među njima bio je i smrtno ranjeni francuski brigadni general Dusirat. Zaplijenjeno je osam topova s predpregom, mnogo kola i prtljage, 19 časnika i 500 vojnika, a zarobljen je teško ranjeni francuski general Dufour. Posljedice te pobjede bile su važne. Maršal grof François Sébastien Charles Joseph de Croix, Count of Clerfayt, zapovjednik austrijske vojske na Donjoj Rajni, više nije morao brinuti o svojoj pozadini i vezi sa zapovjednikom vojske na Gornjoj Rajni generalom konjaništva grofom Dagobertom Sigmundom von Wurmserom. Naime, Barun Gvozdanović se s njime sjediniti kod Nidda i bočnim manevrom ugroziti pozadinu Sambre-Maas armije francuskog maršala Jean-Baptiste Jourdana, a koja je još 4. rujna prešla Rajnu kod Düsseldorfa i Uerdingena. Stoga je maršal Jourdan bio prisiljen na potpuno povlačenje preko Rajne. Za izniman pothvat kod Handschuhsheima barun Gvozdanović je odlikovan Zapovjedničkim križem Reda Marije Terezije koji mu je dodijeljen na 35. promociji 2. listopada 1795.
Barun Gvozdanović je u lipnju 1796. upućen s grofom von Wurmserom na ratište u sjevernoj Italiji. Na početku operacije usmjerene na slamanje opsade, koju je oko austrijske utvrde Mantove podigao francuski vojskovođa-car Napoleon Bonaparte, grof von Wurmser je povjerio barunu Gvozdanoviću zapovjedništvo "Prve kolone austrijske Lombardijske armije". Ona se sastojala od 16 bojni i 7 satnija pješaštva, 2 satnije pionira i 13 1/4 konjaničkih eskadrona zajedno s 24 topa, i sveukupno 17.600 vojnika. Dok je grof von Wurmser s glavninom snaga, oko 24.000 vojnika Lombardijske armije, napredovao od Trenta južno, barun Gvozdanović je sa svojom kolonom trebao napredovati prema Mantovi zapadnom obalom Gardskog jezera. Saznavši za dolazak austrijske vojske car Napoleon je zakratko prekinuo opsadu Mantove i uputio se prvo prema koloni baruna Gvozdanovića koja je ugrožavala komunikacije francuske vojske s Milanom. U sukobu 2. i 3. rujna 1796. kod Lonata, na južnom kraju jezera Gardo, maršal André Masséna je porazio austrijsku vojsku i natjerao je u bijeg sve do Tirola, uz austrijske gubitke od 3000 vojnika i 20 topova. Početkom 1797. barun Gvozdanović je zapovijedao sa 6.000 do 7.000 vojnika pete kolone austrijske vojske pod zapovjedništvom feldzeugmeister-a (general topništva) Józsefa Alvinczia u bitci kod Rivolija 14. i 15. siječnja 1797. Ta kolona štitila je bolničku opremu i tešku prtljagu. Barun Gvozdanović je ubrzo, 28. veljače 1797., umirovljen.

### Smrt i pokop
Barun Gvozdanović je umro je 13. kolovoza 1802. u svom dvorcu u Čeićima kraj Grabra na rodnom Žumberku, a pokopan je u grkokatoličkoj župnoj crkvi sv. Ivana.

### Činovi
- čin Hauptmann (satnik) dodijeljen 1768. godine.
- čin Major (bojnik) dodijeljen 1770. godine.
- čin Oberstleutnant (potpukovnik) dodijeljen 1773. godine.
- čin Oberst (pukovnik) dodijeljen 1779. godine.
- čin Generalmajor (general-bojnik) dodijeljen 1778. godine.
- čin Feldmarschalleutnant (podmaršal) dodijeljen 1793. godine.

### Odličja
- Viteški križ Reda Marije Terezije (Ritter des Militär Maria Theresien Ordens)[4]
- Zapovjednički križ Reda Marije Terezije (Kommandeur des Militär Maria Theresien Ordens)[4]

## Vanjske poveznice
- Moj Žumberak  Arhivirana inačica izvorne stranice od 4. ožujka 2016. (Wayback Machine)
- Napoleon series